# Kabange Mupopo
Kabange Mupopo (sinh ngày 21 tháng 9 năm 1992) là một cầu thủ bóng đá và vận động viên chạy nước rút người Zambia. Cô đã giành được một huy chương vàng trong 400m tại Đại hội Thể thao châu Phi 2015.

## Tiểu sử
Mupopo bắt đầu chơi bóng đá khi còn là một đứa trẻ 11 tuổi, được truyền cảm hứng từ anh trai. Cô chơi cho Green Buffaloes F.C. và đội bóng đá nữ quốc gia Zambia; Với tư cách là đội trưởng, cô đã dẫn dắt Zambia đến giải đấu Giải vô địch nữ châu Phi 2014, giải đấu mà đội bóng của họ bị loại ở vòng bảng.
Mupopo chuyển sang môn điền kinh vào mùa xuân năm 2014, chạy 53,44 trong 400 mét trong cuộc thi chính thức đầu tiên của cô. Cô đại diện cho Zambia tham gia Đại hội Thể thao Khối thịnh vượng chung 2014 ở Glasgow, cuộc thi à cô đã chạy với thành tích 53,09 và bị loại ở bán kết. Vào tháng 8, cô giành huy chương bạc với thành tích 51,21 khi thi đấu trong khuôn khổ Giải vô địch châu Phi ở Marrakech, phá vỡ kỷ lục của Zambia; cô đã đánh rơi huy chương vàng về tay của Folashade Abugan người Nigeria, người chạy về đích cùng lúc, trong một lần phân định kết quả thắng thua bằng việc xem xét hình ảnh. Mupopo đủ điều kiện tham gia với tư cách Đại diện cho châu Phi tại Cúp lục địa IAAF 2014, cũng tổ chức tại Marrakech, nơi cô xếp thứ tư và cải thiện kỷ lục quốc gia của mình lên 50,87. Mupopo nhận được học bổng điền kinh 18 tháng từ Ủy ban Olympic Zambian năm 2015, khiến cô tập trung vào điền kinh chứ không phải bóng đá.
Mupopo ra mắt tại IAAF Diamond League tại Doha vào tháng 5 năm 2015, xếp thứ bảy với thành tích 51,88. Vào tháng 7 năm 2015, cô đã chạy với thành tích 50,86 tại La Chaux-de-Fonds, cải thiện kỷ lục quốc gia của mình thêm một phần trăm giây. Cô được chọn tham gia Giải vô địch thế giới năm 2015 tại Bắc Kinh.